# Джигурда Нікіта Борисович
Нікіта Борисович Джигурда (нар. 27 березня 1961, Київ, Українська РСР, СРСР) — актор, бард. Народний артист Чеченської Республіки (2008)., заслужений артист Кабардино-Балкарської АРСР (1987). У березні 2017 року (один тиждень) — «громадянин ДНР», терористичної організації в в ОРДЛО; позбавлений цього «громадянства» 14 березня.

## Життєпис
Народився 27 березня 1961 в Києві, на вулиці Леніна (зараз Вулиця Богдана Хмельницького)
Закінчив Театральне училище імені Б. В. Щукіна (1987). Працював у різних театрах Москви. Знімався у стрічках «Швидкість», «Єрмак» тощо. Грав Карла XII у фільмі «Молитва за гетьмана Мазепу» (2002).
Нікіта і його брати — Сергій Джигурда (актор і бард) та Руслан (шансоньє, артист естради) — походять з роду запорізьких козаків. «Джигурда» означає «той, хто володіє двосічною сокирою». Мати Сергія та Нікіти — Ядвіга Кравчук, та батько трьох братів Джигурда Борис Іванович.
Зірвав голос ще в підлітковому віці, виконуючи пісні Висоцького. Після школи вступив до Київського інституту фізичної культури. Був членом збірної України з веслування на каное, кандидат у майстри спорту.
Після першого курсу пішов з інституту і вступив до московського Щукінського театрального училища, яке закінчив 1987 р.
Працював у Новому драматичному театрі, Театрі Рубена Симонова, театрі «Коло Никитських воріт» Марка Розовського.
Відомий як автор і виконавець власних пісень. Випустив кілька пісенних альбомів.
З 1990 року знімається в кіно.
У 2008 році взяв участь у реаліті-шоу «Останній герой», з якого, відмовившись стрибати в море з борту судна в перший же день, вибув зі скандалом.

## Сім'я
Першою дружиною була киянка Марина Єсипенко, у якої від нього є дорослий син. Другою дружиною була Яна Павелковська, від якої Нікіта має двох синів.
У 2008—2016 роках одружений із Мариною Анісіною, від якої також має двох дітей — сина Міика-Анжеля-Кріста та дочку Єву-Владу. У лютому 2021 року повідомив про намір повторного одруження з Анісіною.

## Театральна діяльність
Закінчивши в 1987 театральне училище, став актором Московського Нового драматичного театру.
У 1989 він перейшов до театру Рубена Симонова, а з 1991 грає на сцені театру «Коло Никитських воріт».

## Політичні погляди
Політичні погляди Нікіти Джигурди доволі суперечливі: він підтримував як Майдан, так і сепаратистів ДНР. 9 березня 2017 року отримав паспорт громадянина ДНР. Під час церемонії вручення паспорта Джигурда заявив: «Я пишаюся тим, що став громадянином ДНР». 13 березня він заявив в своєму Instagram, що має намір представляти ДНР на конкурсі «Євробачення» і що голова Народної ради «ДНР» Денис Пушилін схвалив цю ідею. 14 березня указом ватажка «ДНР» Олександра Захарченка, Джигурда був позбавлений громадянства, через п'ять днів після його отримання. За словами Захарченка, паспорт ДНР був виданий Джигурді помилково. Сам Джигурда розповів в інтерв'ю, що його позбавили громадянства за те, що він запропонував провести в ДНР референдум з приводу перейменування республіки на Донецьку Народну Республіку України. 23 березня 2017 року Секретаріат правління Національної спілки кінематографістів України ухвалив рішення про виключення Джигурди із лав НСКУ «за антидержавні висловлювання по відношенню до Держави Україна, одержання паспорта так званої „ДНР“ та порушення статутних положень Спілки та етичних вимог».
У липні 2020 року в ефірі YouTube-каналу письменниці Діани Каді Нікіта Джигурда заявив, що російський телеведучий Володимир Соловйов «свідомо спотворював роль Бандери і бандерівців». Джигурда зазначив, що «для мене як для українця є інші герої, у кожного свої герої». У серпні 2020 року в інтерв'ю журналістці Наталії Влащенко актор заявив, що вважає Крим де-юре територією України.
9 грудня 2022 року з'явилася інформація, що Нікіта Джигурда отримав російське громадянство за спрощеною процедурою як громадянин України.

## Санкції
Джигурда знаходиться в списку сайту "Миротворець" Як, він сам коментув, цю позицію:
|                   | Нагадаю, що я першим із шоу-бізнесу 2014 року, пройшовши через десять кордонів, приїхав і 9 травня, після того як нацики спалили в Будинку профспілок людей, ухвалив рішення підтримати відкрито Донбас. На той момент я був громадянином України. Я розумів наслідки, мене внесли до списку "Миротворець", на телефон мого директора посипалися погрози порвати Джигурду і порізати його сім'ю. На це я не реагував і не реагую. Тому я наступний у списку санкцій. Але вони знають, що я з 1995 року займаюся езотеричними, окультними, язичницькими, ведичними практиками. Вони знають, що я на боці Росії і Русі, але знають мою силу і бояться. Вони знають, що я можу провести обряди, від яких їм буде погано. І тому вони поки що не вносять |
| — Нікіта Джигурда | |

## Фільмографія
- 1987 — Поранені камені — Аскер, народний месник
- 1991 — За останньою межею — шашличник
- 1991 — Одкровення Іоанна Першодрукаря — Андрій Курбський
- 1991 — Щасливого Різдва в Парижі!, або Банда лесбійок — Едгар
- 1993 — Гвинт — Нікіта, співак у казино
- 1993 — Супермен мимоволі, або Еротичний мутант — Анатолій
- 1995 — Любити по-російськи — Віктор Іванович Курлигін
- 1995 — Під знаком Скорпіона — священик
- 1996 — Єрмак — Іван Кільце
- 1996 — Любити по-російськи-2 — Віктор Іванович Курлигін
- 1999 — Любити по-російськи-3. Губернатор — Курлигін Віктор Іванович
- 1999 — Тонка штучка — Гіві, бандит
- 2001 — Молитва за гетьмана Мазепу — Карл XII
- 2002 — Той, хто дивиться вниз — Руслан Татарин
- 2004 — «Тридцятий» повертається — Жиган
- 2005 — Божевілля: виклик і боротьба — кореспондент
- 2005 — Володимирський централ
- 2006 — Коли боги заснули — Руслан Нємцов
- 2007 — Розіпнуті
- 2012 — Інспектор Купер — Гарік Бессонов
- 2015 — 30 побачень — власник боулінгу
- 2015 — Що творять чоловіки-2
- 2016 — П'ятниця — камео

### Озвучування
- 1990 — Коміно (анімаційний) — Сайгелде
- 2008 — Ніко: Шлях до зірок (анімаційний) — чорний Вовк
- 2009 — Тарас Бульба — отаман Бородатий — роль Бориса Хмельницького
- 2010 — Круті кекси
- 2011 — Ронал-Варвар (анімаційний) — Вольказар

### Режисер, сценарист
- 1993 — Супермен мимоволі, або Еротичний мутант